# 新西蘭冠毛鮃
新西蘭冠毛鮃為輻鰭魚綱鰈形目鰈亞目鮃科的其中一種，為亞熱帶海水魚，分布於西南太平洋紐西蘭海域，棲息深度26-55公尺，棲息在底層水域，生活習性不明。